# Rebbie Jackson
Maureen Reillette Jackson, kaldet Rebbie, født 29 maj 1950 i Gary i Indiana, er en amerikansk sangerinde. Hun er det ældste barn ud af de 10 børn i Jackson familien af musikere. Hendes mere kendte bror, Michael Jackson, var både backing-vokal, sangskriver og producer for titelnummeret på hendes debytplade Centipede fra 1984. Adskillige andre familiemedlemmer har skrevet, produceret eller sunget med på de fleste af albummets øvrige numre.

## Diskografi
- 1984 Centipede
- 1986 Reaction
- 1988 R U Tuff Enuff
- 1998 Yours Faithfully